# Stiven Tapiero
Stiven Tapiero Rodallega (Cali, Colombia; 27 de julio de 1991) es un futbolista colombiano. Juega como volante de contención y su equipo actual es Mushuc Runa de la Serie A de Ecuador.

## Trayectoria
Debutó en la temporada 2010 de la Primera B defendiendo los colores del Depor Aguablanca con 19 años disputando varios partidos como titular, se mantuvo en Depor hasta 2013 donde fue de los más destacados valores del equipo dirigido en esa temporada por Jhon Jairo López, a inicios de 2014 llega a préstamo al América de Cali para reforzar la tercera temporada consecutiva de los diablos rojos en el torneo de ascenso, destacándose en la primera fase del torneo como uno de los jugadores más regulares y de mejor rendimiento del América, lo que despertó el interés de varios equipos de Primera para hacerse con sus servicios sin embargo, a mitad de temporada el conjunto escarlata compra los derechos deportivos del jugador.

## Estadísticas

### Clubes
Actualizado al último partido disputado el 19 de agosto de 2025.
| Club                            | Div.          | Temporada     | Liga  | Liga  | Copas nacionales | Copas nacionales | Copas internacionales | Copas internacionales | Total | Total |
| Club                            | Div.          | Temporada     | Part. | Goles | Part.            | Goles            | Part.                 | Goles                 | Part. | Goles |
| ------------------------------- | ------------- | ------------- | ----- | ----- | ---------------- | ---------------- | --------------------- | --------------------- | ----- | ----- |
| Depor Aguablanca · Colombia     | 2.ª           | 2011          | 30    | 1     | 7                | 0                | —                     | —                     | 37    | 1     |
| Depor Aguablanca · Colombia     | 2.ª           | 2012          | 19    | 2     | 7                | 1                | —                     | —                     | 26    | 3     |
| Depor Aguablanca · Colombia     | 2.ª           | 2013          | 30    | 4     | 3                | 0                | —                     | —                     | 33    | 4     |
| Depor Aguablanca · Colombia     | Total club    | Total club    | 79    | 7     | 17               | 1                | 0                     | 0                     | 96    | 8     |
| América de Cali · Colombia      | 2.ª           | 2014          | 36    | 5     | 4                | 0                | —                     | —                     | 40    | 5     |
| América de Cali · Colombia      | 2.ª           | 2015          | 25    | 1     | 0                | 0                | —                     | —                     | 25    | 1     |
| América de Cali · Colombia      | 2.ª           | 2016          | 6     | 0     | 5                | 0                | —                     | —                     | 11    | 0     |
| América de Cali · Colombia      | Total club    | Total club    | 67    | 6     | 9                | 0                | 0                     | 0                     | 76    | 6     |
| Real Cartagena · Colombia       | 2.ª           | 2017          | 2     | 0     | 0                | 0                | —                     | —                     | 2     | 0     |
| Real Cartagena · Colombia       | Total club    | Total club    | 2     | 0     | 0                | 0                | 0                     | 0                     | 2     | 0     |
| Atlético F. C. · Colombia       | 2.ª           | 2018          | 25    | 4     | 1                | 0                | —                     | —                     | 26    | 4     |
| Atlético F. C. · Colombia       | Total club    | Total club    | 25    | 4     | 1                | 0                | 0                     | 0                     | 26    | 4     |
| Itagüí Leones · Colombia        | 2.ª           | 2019          | 15    | 0     | 1                | 0                | —                     | —                     | 16    | 0     |
| Itagüí Leones · Colombia        | Total club    | Total club    | 15    | 0     | 1                | 0                | 0                     | 0                     | 16    | 0     |
| Técnico Universitario · Ecuador | 1.ª           | 2020          | 29    | 2     | 0                | 0                | —                     | —                     | 29    | 2     |
| Aucas · Ecuador                 | 1.ª           | 2021          | 21    | 0     | 0                | 0                | 6                     | 0                     | 27    | 0     |
| Aucas · Ecuador                 | Total club    | Total club    | 21    | 0     | 0                | 0                | 6                     | 0                     | 27    | 0     |
| Técnico Universitario · Ecuador | 1.ª           | 2022          | 25    | 5     | 1                | 2                | —                     | —                     | 26    | 7     |
| Técnico Universitario · Ecuador | 1.ª           | 2023          | 24    | 3     | 0                | 0                | —                     | —                     | 24    | 3     |
| Técnico Universitario · Ecuador | Total club    | Total club    | 78    | 10    | 1                | 2                | 0                     | 0                     | 79    | 12    |
| Mushuc Runa · Ecuador           | 1.ª           | 2024          | 22    | 2     | 5                | 0                | —                     | —                     | 27    | 2     |
| Mushuc Runa · Ecuador           | 1.ª           | 2025          | 18    | 2     | 0                | 0                | 9                     | 0                     | 27    | 2     |
| Mushuc Runa · Ecuador           | Total club    | Total club    | 40    | 4     | 5                | 0                | 9                     | 0                     | 54    | 4     |
| Total carrera                   | Total carrera | Total carrera | 327   | 31    | 34               | 3                | 15                    | 0                     | 376   | 34    |
| 1. 2.                           |               |               |       |       |                  |                  |                       |                       |       |       |